# The Last of Us Part II
The Last of Us Part II is een survival horror, action-adventuregame ontwikkeld door Naughty Dog. De game werd in de zomer van 2020 uitgegeven door Sony Interactive Entertainment voor de PlayStation 4. Het is het vervolg op The Last of Us, dat uitkwam in 2013.
The Last of Us Part II speelt zich af in een post-apocalyptische Verenigde Staten en vertelt het verhaal van twee speelbare personages wiens levens verstrengeld raken: Ellie, de hoofdfiguur die uit is op wraak na het meemaken van een persoonlijke tragedie, en Abby, een soldate die verwikkeld raakt in een conflict tussen haar militie en een religieuze sekte. Vanuit een derdepersoonsperspectief heeft de speler de mogelijkheid om menselijke vijanden en zombieachtige wezens te bevechten met behulp van vuurwapens en stealth.
De ontwikkeling van The Last of Us Part II begon in 2014, kort na de release van The Last of Us Remastered. Neil Druckmann werd opnieuw creatief directeur en bedacht samen met Halley Gross het verhaal van de game. De thema's wraak en vergelding waren een weerslag van Druckmanns bewogen jeugd in Israël. Actrice Ashley Johnson vertolkte opnieuw de rol van Ellie, Laura Bailey werd gecast voor Abby. Hun stemmen en bewegingen werden tijdens het acteren opgenomen door middel van motion capture. Gustavo Santaolalla componeerde de soundtrack en musiceerde de akoestische delen.
Na enige vertraging, deels als gevolg van de coronapandemie, werd The Last of Us Part II op 19 juni 2020 wereldwijd uitgebracht. De game werd geprezen voor het acteerwerk, de personages, visuele finesses en gameplay, maar het verhaal en de weergave van een transgender personage polariseerden spelers en critici. Part II is een van de best verkochte PlayStation 4-games; er werden meer dan vier miljoen exemplaren tijdens het releaseweekend verkocht. Het ontving vele Game of the Year-prijzen en andere onderscheidingen.

## Gameplay
The Last of Us Part II is een action-adventure game met elementen van survival-horror dat vanuit een third-personperspectief gespeeld wordt. De speler beweegt zich door post-apocalyptische omgevingen zoals vervallen gebouwen, overwoekerde straten en bossen. De speler kan gebruik maken van handvuurwapens, geïmproviseerde wapens en stealth-technieken om zich te verdedigen tegen vijandige mensen en kannibalistische wezens die geïnfecteerd zijn door een gemuteerde Cordyceps-schimmel. In de loop van het verhaal wordt met tussenpozen geschakeld tussen Ellie en Abby. Deze personages doorkruisen hun omgevingen op behendige wijze: rennend, springend, klimmend of kruipend. De speler kan glazen voorwerpen zoals ramen breken om toegang te krijgen tot bepaalde gebieden of voorraden. In sommige delen van het spel verplaatst de speler zich te paard of per boot.
Tijdens een gevecht kan de speler zowel lange-afstandswapens (geweren en bogen) als korte-afstandswapens (pistolen, revolvers of messen) gebruiken. Ook kan de speler bakstenen of glazen flessen gooien om vijanden af te leiden of aan te vallen. Door bepaalde materialen te verzamelen kunnen wapens op werkbanken worden verbeterd. De speler kan bijvoorbeeld gezondheidskits, molotovcocktails en geïmproviseerde knaldempers maken. In de loop van het spel ontwikkelen de personages bepaalde vaardigheden en worden upgrades mogelijk in de health-meter.
Hoewel de speler een vijand rechtstreeks kan aanvallen, is het ook mogelijk om onopgemerkt aan te vallen of voorbij de vijanden te sluipen (stealth). Om aan het zicht van vijanden te ontkomen kan de speler achter obstakels schuilen of in vooroverliggende positie (tijgerend) in hoge begroeiing verdwijnen. Vijanden vechten op realistische wijze terug op basis van kunstmatige intelligentie; ze kunnen dekking zoeken of om hulp roepen, en hun aanval vorderen wanneer de speler wordt afgeleid, geen munitie meer heeft of ingesloten raakt. Metgezellen van de speler, zoals Dina, staan de speler bij door tijdens een gevecht vijanden te doden of hun locatie aan te wijzen.

## Verhaal
Joel bekent aan zijn broer Tommy zijn verantwoordelijkheid aan het voorkomen dat de Fireflies proberen een geneesmiddel te ontwikkelen voor de Cordyceps-schimmelpandemie door Ellie te hebben gered van een operatie waarbij het haar leven zou hebben gekost. Vier jaar later hebben Joel en Ellie een leven opgebouwd in Jackson, Wyoming, hoewel hun relatie gespannen is geworden. Terwijl ze op patrouille zijn, redden Joel en Tommy een vreemdeling, Abby, van een geïnfecteerde horde. Ze keren terug naar een buitenpost die wordt gebruikt als tijdelijke schuilplaats door Abby's groep, voormalige Fireflies die nu deel uitmaken van het Washington Liberation Front (WLF), een militiegroep gevestigd in Seattle, Washington. De groep valt Joel en Tommy aan. Abby wil wraak op Joel voor de moord op haar vader, de Firefly-chirurg die de operatie op Ellie zou uitvoeren. Ondertussen zoeken Ellie en haar vriendin Dina naar de broers. Ellie gaat de WLF-buitenpost binnen en is er getuige van dat Abby Joel doodslaat. Abby spaart Ellie en Tommy, die wraak zweren.
Tommy vertrekt naar Seattle om op Abby te jagen, en Ellie en Dina volgen hem. In Seattle onthult Ellie haar immuniteit aan Dina, die op haar beurt onthult dat ze zwanger is. De volgende dag achtervolgt Ellie Tommy alleen en ontmoet ze Jesse, Dina's ex-vriend, die hen volgde. Terwijl ze op zoek is naar Abby's vriendin Nora, ontmoet Ellie de Seraphites, een religieuze sekte die verwikkeld is in een gevecht met de WLF over de controle over Seattle. Ellie spoort Nora op en martelt haar voor informatie over Abby's locatie, wat Ellie traumatiseert. De volgende dag vermoordt ze nog twee leden van Abby's groep, de zwangere Mel en haar vriend Owen. Een flashback onthult dat Ellie twee jaar eerder naar het Firefly-ziekenhuis in Salt Lake City reisde en de waarheid leerde kennen. Verwoest verbrak ze alle banden met Joel. In het heden wordt Ellie's groep in een hinderlaag gelokt door Abby, die Jesse vermoordt en Tommy gegijzeld houdt.
Drie dagen eerder ontdekt Abby dat Owen, haar ex-vriend, vermist is tijdens het onderzoek naar de activiteiten van de Seraphites. Abby zoekt naar Owen en wordt gevangengenomen door de Seraphites. Ze wordt gered door Yara en Lev, ex-Seraphiteleden die als afvalligen zijn bestempeld nadat Lev de Seraphitetradities had getrotseerd. Hoewel Yara een gebroken arm heeft, laat Abby hen achter om Owen te zoeken die, gedesillusioneerd door de oorlog, van plan is naar Santa Barbara, Californië te varen, waar de Fireflies zich mogelijk hergroeperen. Abby keert terug om Yara en Lev te redden en reist met Lev door Seattle om medische benodigdheden op te halen, zodat Mel Yara's arm kan amputeren. Na de operatie rent Lev weg om zijn vrome moeder ervan te overtuigen de Seraphites te verlaten. Abby en Yara vinden hem in de Seraphite-nederzetting, waar Lev per ongeluk zijn moeder uit zelfverdediging heeft vermoord. Het trio vlucht terwijl de WLF een aanval op de Seraphites begint. Abby verraadt de WLF om Lev te redden, en Yara offert zichzelf op zodat Abby en Lev kunnen ontsnappen. Het paar keert terug en vindt Owen en Mel dood en een kaart die naar Ellie's schuilplaats leidt. Een woedende Abby schiet Tommy neer, waardoor hij gewond raakt, en slaat Ellie en Dina in elkaar. Op aandringen van Lev spaart Abby hen en zegt dat ze Seattle moeten verlaten.
Enkele maanden later wonen Ellie en Dina op een boerderij en voeden ze de zoon van Dina en Jesse op, hoewel Ellie lijdt aan posttraumatische stress. Wanneer Tommy arriveert met informatie over Abby's verblijfplaats, vertrekt Ellie om haar te zoeken, ondanks Dina's smeekbeden om te blijven. Abby en Lev komen aan in Santa Barbara op zoek naar de Fireflies, waarvan ze ontdekken dat ze zich hergroeperen op Santa Catalina Island, maar ze worden gevangengenomen, gemarteld en achtergelaten om te sterven door de slavendrijvende Rattlers. Ellie arriveert in Santa Barbara en redt het paar. Ellie dwingt Abby om met haar te vechten, waarbij Abby twee vingers van Ellie afbijt. Ellie overmeestert en verdrinkt Abby bijna, maar verandert van gedachten na een flashback van Joel, en spaart haar uiteindelijk. Abby en Lev varen naar de Fireflies. Ellie keert terug naar de boerderij en vindt deze leeg. Ze probeert Joel's gitaar te bespelen met haar verminkte hand, herinnert zich haar laatste gesprek met Joel waarin ze haar bereidheid uitsprak om hem te vergeven, en vertrekt.

## Cast
| Acteur            | Personage               |
| ----------------- | ----------------------- |
| Ashley Johnson    | Ellie Williams          |
| Laura Bailey      | Abigail "Abby" Anderson |
| Troy Baker        | Joel Miller             |
| Jeffrey Pierce    | Tommy Miller            |
| Shannon Woodward  | Dina                    |
| Stephen Chang     | Jesse                   |
| Patrick Fugit     | Owen Moore              |
| Ian Alexander     | Lev                     |
| Victoria Grace    | Yara                    |
| Alejandro Edda    | Emanuel "Manny" Álvarez |
| Ashly Burch       | Mel                     |
| Chelsea Tavares   | Nora Harris             |
| Jeffrey Wright    | Isaac Dixon             |
| Ashley Scott      | Maria                   |
| Robert Clotworthy | Seth                    |

## Ontwikkeling
De ontwikkeling van The Last of Us Part II begon in 2014, kort na de release van The Last of Us Remastered. Troy Baker en Ashley Johnson hernamen respectievelijk hun rol als Joel en Ellie. Het verhaal werd geschreven door Neil Druckmann en Halley Gross. Gustavo Santaolalla keerde terug om de soundtrack te componeren, en de akoestische delen te musiceren. Anthony Newman en Kurt Margenau zijn spelbestuurders; Bruce Straley, die gamedirecteur was ten tijde van The Last of Us, verliet Naughty Dog in 2017.
The Last of Us Part II werd aangekondigd op het PlayStation Experience-evenement op 3 december 2016. De eerste trailer onthulde de terugkeer van Ellie en Joel, wiens verhaal zich vijf jaar na de eerste game afspeelt. Spelers besturen Ellie. Terwijl het eerste spel draait om liefde, verklaarde Druckmann dat deel II draait om haat en wraak. Motion capture van de game begon in 2017.
De tweede trailer werd uitgebracht op 30 oktober 2017, als onderdeel van de Paris Games Week. Het onthulde vier nieuwe personages: Yara (gespeeld door Victoria Grace), Lev (Ian Alexander), Emily (Emily Swallow) en een naamloos personage gespeeld door Laura Bailey. Druckmann verklaarde dat de personages "integraal deel uitmaken van de volgende reis van Ellie en Joel". De game werd gespeeld op het evenement Electronic Entertainment Expo 2018 (E3) van Sony op 11 juni 2018. Tijdens PlayStation’s State of Play van 24 september 2019 werd een nieuwe trailer vertoond, tevens werd de te verwachten uitgavedatum van 21 februari 2020 bekendgemaakt. Een maand later werd bekend dat de game is uitgesteld naar 29 mei 2020. The Last of Us Part II werd in april 2020 wederom uitgesteld, deze keer zonder nieuwe verwachte releasedatum. Eind april werd een nieuwe uitgiftedatum bekendgemaakt: 19 juni 2020.
Eind juni 2023 lekte uit dat productiekosten, exclusief marketingkosten, 220 miljoen dollar bedroegen.

## Ontvangst
| Recensiescore       | Recensiescore |
| Recensieverzamelaar | Score         |
| ------------------- | ------------- |
| Metacritic          | 93/100        |
| Publicist           | Score         |
| Gamer.nl            | 10/10         |
| Power Unlimited     | 100/100       |
| Tweakers            | 9,0/10        |
| FOK!                | 9,0/10        |

Voor het uitkomen van het spel werd het op meerdere computerspelprijsceremonies uitgeroepen tot "meest begeerde spel". Begin 2017 won The Last of Us Part II "Most Anticipated Game" tijdens de Game of the Year-ceremonie van PlayStation Blog. Aan het einde van dat jaar won het ook "Most Wanted Game" op de Golden Joystick Awards en "Most Anticipated Game" bij The Game Awards.
De uiteindelijke ontvangst van de pers was overweldigend positief, onder meer volgens de review-aggregator Metacritic. De game werd geprezen om de verbeterde gameplay, de natuurgetrouwe graphics, het acteerwerk, het audio-ontwerp en de muziek, maar het verhaal, de motieven en de weergave van sommige personages polariseerden spelers en critici. IGN noemde de game "een meesterwerk die zijn voorganger overtreft" en schreef dat het "een gelaagd, emotioneel verpletterend verhaal vertelt, waarbij een verbeterde stealth- en actiegameplay wordt afgewisseld met een verkenning van de kracht en kwetsbaarheid van de menselijke geest".
De ontvangst van de daadwerkelijke spelers was in tegenstelling tot menig critici zeer verdeeld, met ongeveer evenveel negatieve ervaringen als positieve. Spelers bekritiseerden onder meer de
karakterisering en het plot, de "social justice warrior"-inslag, en reageerden verbitterd op lgbt-personages. CNET schreef dat deze recensies uit polarisatie voortkwamen en niet de meerderheid van de spelers vertegenwoordigden. Kotaku constateerde duizenden positieve gebruikersrecensies, en schreef dat het systeem van Metacritic te veel nadruk legt op scores in plaats van inhoudelijke kritiek.

## The Last of Us Part IIRemastered
Begin 2024 kwam voor de PlayStation 5 de remaster uit.

### Ontvangst
| Recensiescore       | Recensiescore |
| Recensieverzamelaar | Score         |
| ------------------- | ------------- |
| Metacritic          | 90/100        |
| Publicist           | Score         |
| Power Unlimited     | 100/100       |

## Trivia
- The Last of Us Part II won eind 2020 de titel "Spel van het Jaar" tijdens The Game Awards.
- Zowel Shannon Woodward als Jeffrey Wright speelden mee in de HBO-serie Westworld. Woodward speelde Elsie Hughes en Wright speelde Bernard Lowe.